# 不明飛行物研究中心
不明飛行物研究中心（英語：Center for UFO Studies，縮寫CUFOS），又稱海尼克不明飛行物研究中心（英語：J. Allen Hynek Center for UFO Studies），是美國的一個不明飛行物現象研究組織，由幽浮學專家約瑟夫·艾倫·海尼克創立於1973年。

## 歷史
海尼克曾受聘擔任美國空軍藍皮書計劃的顧問長達二十年。他起初不相信有不明飛行物，但後來在研究過程中逐漸發現部分不明飛行物現象是無法用科學解釋的，於是轉變了態度。藍皮書計劃終止後，海尼克便於1973年建立不明飛行物研究中心（CUFOS），以繼續進行對UFO的研究。
海尼克在1986年去世後，CUFOS便更名為「海尼克不明飛行物研究中心」，以紀念海尼克。幽浮學專家馬克·羅德傑從1986年至今擔任CUFOS的主任和科研總監。

## 外部連結
- 官方网站（英文）